# Canyon-SRAM Zondacrypto
La Canyon-SRAM Zondacrypto è una squadra femminile tedesca di ciclismo su strada. Attiva tra le Elite dal 2002, dal 2020 ha licenza di UCI Women's WorldTeam.
La squadra ha sede a Lipsia e dal 2016 è sponsorizzata dal telaista Canyon e dal produttore di componentistica SRAM. Nelle stagioni 2007 e 2008 è risultata la miglior squadra al mondo vincendo la classifica del calendario internazionale; nelle stagioni 2012, 2013, 2014, 2015 e 2018 ha inoltre vinto il titolo mondiale nella cronometro a squadre. Nel 2024 ha infine vinto il Tour de France con Katarzyna Niewiadoma. 

## Storia

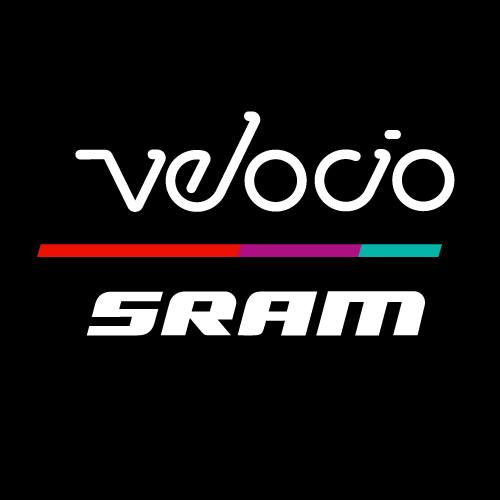
Il logo del team Velocio-SRAM (2015)

Al termine del 2011 la Highroad Sports decide di interrompere l'attività della sua formazione maschile, la HTC-Highroad. La squadra femminile prosegue invece l'attività, venendo rilevata dalla Velocio Sports, società di proprietà dell'ex ciclista australiana Kristy Scrymgeour, già responsabile marketing e comunicazione presso la Highroad Sports. La nuova formazione, sponsorizzata tra gli altri dalla Specialized Bicycle Company e da Lululemon Atletica, prende la denominazione di Team Specialized-Lululemon, e assume licenza tedesca. Scrymgeour diventa proprietaria e general manager della squadra, mentre nel settore tecnico assumono la carica di direttori sportivi i tedeschi Ronny Lauke, già nello staff della Highroad, e Jens Zemke. Tredici le atlete in organico, nove delle quali confermate dalla HTC-Highroad del 2011. Nelle quattro stagioni seguenti la squadra si afferma come una delle migliori al mondo, vincendo quattro titoli mondiali consecutivi nella cronometro a squadre (2012, 2013, 2014 e 2015) e portando al successo cicliste come Ellen van Dijk, Evelyn Stevens e Lisa Brennauer.
Nell'agosto 2015 Scrymgeour annuncia la chiusura della squadra a partire dal 1º gennaio 2016. Per la stagione 2016 la struttura della squadra viene così rilevata dalla società diretta dall'ex direttore sportivo Ronny Lauke, la Lauke Pro Radsport GmbH, che, grazie al finanziamento dell'azienda di biciclette Canyon, lancia una nuova squadra con licenza Women's Team, denominata Canyon-SRAM Racing. Sei delle dieci cicliste della Velocio-SRAM (Alena Amjaljusik, Lisa Brennauer, Tiffany Cromwell, Barbara Guarischi, Mieke Kröger e Trixi Worrack) vengono confermate, con tre nuovi innesti (Hannah Barnes, Elena Cecchini e Alexis Ryan).
Nel 2018 a Innsbruck la squadra si aggiudica il quinto titolo mondiale nella cronometro a squadre grazie al sestetto composto da Alena Amjaljusik, Alice Barnes, Hannah Barnes, Elena Cecchini, Lisa Klein e Trixi Worrack. Nel 2020 acquisisce una delle otto licenze di WorldTeam femminile. Nel 2024 vince la terza edizione del rinnovato Tour de France con la scalatrice polacca Katarzyna Niewiadoma.

## Cronistoria

### Annuario
| Anno | Codice | Nome                                                                               | Cat. | Biciclette  | Dirigenza |
| ---- | ------ | ---------------------------------------------------------------------------------- | ---- | ----------- | --- |
| 2002 | -      | Cannondale USA Team Team T-Mobile                                                  | -    | Cannondale  | Dir. sportivi: James Miller, Jean-Paul van Poppel                                                                             |
| 2003 | TMO    | Team T-Mobile USA (fino al 7 giugno) T-Mobile Women's Cycling Team (dall'8 giugno) | -    | Giant       | Dir. sportivi: James Miller                                                                                                   |
| 2004 | TMO    | T-Mobile Professional Cycling Team                                                 | -    | Giant       | Dir. sportivi: James Miller, Michael Engleman                                                                                 |
| 2005 | TMO    | T-Mobile Professional Cycling Team                                                 | WT   | Giant       | Manager: Bob Stapleton Dir. sportivi: Andrzej Bek, Steve Kiusalas                                                             |
| 2006 | TMO    | T-Mobile Professional Cycling Team                                                 | WT   | Giant       | Manager: Bob Stapleton Dir. sportivi: Andrzej Bek, Bernard Kocis                                                              |
| 2007 | TMO    | T-Mobile Women                                                                     | WT   | Giant       | Manager: Bob Stapleton Dir. sportivi: Petra Rossner, Kristy Scrymgeour, Anna Millward                                         |
| 2008 | TMO    | Team High Road Women (fino al 3 luglio) Team Columbia Women (dal 4 luglio)         | WT   | Giant       | Manager: Bob Stapleton Dir. sportivi: Petra Rossner, Kristy Scrymgeour, Ronny Lauke                                           |
| 2009 | TCW    | Team Columbia-HTC Women                                                            | WT   | Scott       | Manager: Bob Stapleton Dir. sportivi: Petra Rossner, Ronny Lauke                                                              |
| 2010 | TCW    | HTC-Columbia Women                                                                 | WT   | Scott       | Manager: Bob Stapleton Dir. sportivi: René Wenzel, Ronny Lauke                                                                |
| 2011 | TCW    | HTC-Highroad Women                                                                 | WT   | Scott       | Manager: Bob Stapleton Dir. sportivi: Jens Zemke, Ronny Lauke                                                                 |
| 2012 | SLU    | Team Specialized-Lululemon                                                         | WT   | Specialized | Manager: Kristy Scrymgeour Dir. sportivi: Jens Zemke, Ronny Lauke                                                             |
| 2013 | SLU    | Team Specialized-Lululemon                                                         | WT   | Specialized | Manager: Kristy Scrymgeour Dir. sportivi: Ronny Lauke                                                                         |
| 2014 | SLU    | Team Specialized-Lululemon                                                         | WT   | Specialized | Manager: Kristy Scrymgeour Dir. sportivi: Ronny Lauke, Beth Duryea                                                            |
| 2015 | VEL    | Velocio-SRAM                                                                       | WT   | Cervélo     | Manager: Kristy Scrymgeour Dir. sportivi: Ronny Lauke, Beth Duryea, Sebastian Nittke, Lars Schiffner                          |
| 2016 | LPR    | Canyon SRAM Racing                                                                 | WT   | Canyon      | Manager: Ronny Lauke Dir. sportivi: Ronny Lauke, Beth Duryea                                                                  |
| 2017 | LPR    | Canyon SRAM Racing                                                                 | WT   | Canyon      | Manager: Ronny Lauke Dir. sportivi: Ronny Lauke, Barry Austin, Beth Duryea                                                    |
| 2018 | CSR    | Canyon // SRAM Racing                                                              | WT   | Canyon      | Manager: Ronny Lauke Dir. sportivi: Ronny Lauke, Barry Austin, Beth Duryea                                                    |
| 2019 | CSR    | Canyon // SRAM Racing                                                              | WT   | Canyon      | Manager: Ronny Lauke Dir. sportivi: Ronny Lauke, Beth Duryea, Lars Teutenberg                                                 |
| 2020 | CSR    | Canyon // SRAM Racing                                                              | WTW  | Canyon      | Manager: Ronny Lauke Dir. sportivi: Ronny Lauke, Rolf Aldag, Beth Duryea, Lars Teutenberg                                     |
| 2021 | CSR    | Canyon//SRAM Racing                                                                | WTW  | Canyon      | Manager: Ronny Lauke Dir. sportivi: Ronny Lauke, Beth Duryea, Lars Teutenberg, Jörg Werner                                    |
| 2022 | CSR    | Canyon//SRAM Racing                                                                | WTW  | Canyon      | Manager: Ronny Lauke Dir. sportivi: Ronny Lauke, Beth Duryea, Lars Teutenberg, Jörg Werner                                    |
| 2023 | CSR    | Canyon//SRAM Racing                                                                | WTW  | Canyon      | Manager: Ronny Lauke Dir. sportivi: Magnus Bäckstedt, Beth Duryea, Ronny Lauke, Mario Vonhof                                  |
| 2024 | CSR    | Canyon//SRAM Racing                                                                | WTW  | Canyon      | Manager: Ronny Lauke Dir. sportivi: Magnus Bäckstedt, Danielle Christmas, Beth Duryea, Ronny Lauke, André Schulze, Adam Szabó |
| 2025 | CSZ    | Canyon//SRAM Zondacrypto                                                           | WTW  | Canyon      | Manager: Ronny Lauke Dir. sportivi: Adam Szabó, Davide Arzeni, Beth Duryea, André Schulze                                     |

### Classifiche UCI
Aggiornato al 31 dicembre 2023.
| Anno | Classifica | Pos. | Migliore cl. individuale   |
| ---- | ---------- | ---- | -------------------------- |
| 2003 | World Cal. | 8º   | Deirdre Demet-Barry (20ª)  |
| 2003 | World Cup  | ?    | Kristin Armstrong (26ª)    |
| 2004 | World Cal. | 8º   | Deirdre Demet-Barry (15ª)  |
| 2004 | World Cup  | ?    | Amber Neben (39ª)          |
| 2005 | World Cal. | 9º   | Ina-Yoko Teutenberg (15ª)  |
| 2006 | World Cal. | 5º   | Judith Arndt (5ª)          |
| 2006 | World Cup  | 2º   | Ina-Yoko Teutenberg (2ª)   |
| 2007 | World Cal. | 1º   | Judith Arndt (3ª)          |
| 2007 | World Cup  | 3º   | Ina-Yoko Teutenberg (3ª)   |
| 2008 | World Cal. | 1º   | Judith Arndt (2ª)          |
| 2008 | World Cup  | 1º   | Judith Arndt (1ª)          |
| 2009 | World Cal. | 2º   | Ina-Yoko Teutenberg (5ª)   |
| 2009 | World Cup  | 5º   | Ina-Yoko Teutenberg (4ª)   |
| 2010 | World Cal. | 3º   | Judith Arndt (2ª)          |
| 2010 | World Cup  | 2º   | Judith Arndt (5ª)          |
| 2011 | World Cal. | 2º   | Judith Arndt (3ª)          |
| 2011 | World Cup  | 2º   | Judith Arndt (4ª)          |
| 2012 | World Cal. | 2º   | Evelyn Stevens (4ª)        |
| 2012 | World Cup  | 3º   | Evelyn Stevens (3ª)        |
| 2013 | World Cal. | 3º   | Ellen van Dijk (3ª)        |
| 2013 | World Cup  | 3º   | Ellen van Dijk (3ª)        |
| 2014 | World Cal. | 2º   | Lisa Brennauer (5ª)        |
| 2014 | World Cup  | 3º   | Chantal Blaak (9ª)         |
| 2015 | World Cal. | 4º   | Lisa Brennauer (7ª)        |
| 2015 | World Cup  | 5º   | Alena Amjaljusik (7ª)      |
| 2016 | World Cal. | 5º   | Lisa Brennauer (18ª)       |
| 2016 | World Tour | 4º   | Alena Amjaljusik (12ª)     |
| 2017 | World Cal. | 7º   | Lisa Brennauer (16ª)       |
| 2017 | World Tour | 5º   | Elena Cecchini (13ª)       |
| 2018 | World Cal. | 4º   | Katarzyna Niewiadoma (9ª)  |
| 2018 | World Tour | 4º   | Katarzyna Niewiadoma (8ª)  |
| 2019 | World Cal. | 4º   | Katarzyna Niewiadoma (7ª)  |
| 2019 | World Tour | 6º   | Katarzyna Niewiadoma (4ª)  |
| 2020 | World Cal. | 9º   | Katarzyna Niewiadoma (11ª) |
| 2020 | World Tour | 6º   | Katarzyna Niewiadoma (13ª) |
| 2021 | World Cal. | 6º   | Katarzyna Niewiadoma (7ª)  |
| 2021 | World Tour | 6º   | Katarzyna Niewiadoma (7ª)  |
| 2022 | World Cal. | 6º   | Katarzyna Niewiadoma (13ª) |
| 2022 | World Tour | 6º   | Katarzyna Niewiadoma (11ª) |
| 2023 | World Cal. | 3º   | Katarzyna Niewiadoma (6ª)  |
| 2023 | World Tour | 2º   | Katarzyna Niewiadoma (5ª)  |

## Palmarès
Aggiornato al 31 dicembre 2024.

### Grandi Giri
- Giro d'Italia

Partecipazioni: 18 (2007, 2008, 2009, 2010, 2011, 2012, 2013, 2014, 2015, 2016, 2017, 2018, 2019, 2020, 2021, 2022, 2023, 2024)
Vittorie di tappa: 23
2007: 3 (Judith Arndt, 2 Ina-Yoko Teutenberg)
2008: 4 (4 Ina-Yoko Teutenberg)
2009: 3 (Mara Abbott, Judith Arndt, Ina-Yoko Teutenberg)
2010: 5 (4 Ina-Yoko Teutenberg, Evelyn Stevens)
2011: 2 (2 Ina-Yoko Teutenberg)
2012: 1 (Evelyn Stevens)
2015: 1 (Barbara Guarischi)
2017: 1 (Hannah Barnes)
2019: 1 (cronosquadre)
2023: 1 (Antonia Niedermaier)
2024: 1 (Neve Bradbury)
Vittorie finali: 0
Altre classifiche: 2
2009: GPM (Mara Abbott)
2024: Giovani (Neve Bradbury)
- Tour de France

Partecipazioni: 3 (2022, 2023, 2024)
Vittorie di tappa: 1
2024: 1 (Ricarda Bauernfeind)
Vittorie finali: 1
2024: Katarzyna Niewiadoma
Altre classifiche: 1
2022: Squadre
- Vuelta a España

Partecipazioni: 2 (2023, 2024)
Vittorie di tappa: 0
Vittorie finali: 0
Altre classifiche: 0

### Campionati del mondo
- Cronometro a squadre: 5

2012, 2013, 2014, 2015, 2018

### Campionati nazionali
- Campionati australiani: 1

In linea: 2008 (Oenone Wood)
- Campionati britannici: 4

In linea: 2016 (Hannah Barnes); 2019 (Alice Barnes)
Cronometro: 2018 (Hannah Barnes); 2019 (Alice Barnes)
- Campionati bielorussi: 4

In linea: 2015, 2018 (Alena Amjaljusik)
Cronometro: 2015, 2018 (Alena Amjaljusik)
- Campionati canadesi: 1

Cronometro: 2015 (Karol-Ann Canuel)
- Campionati danesi: 4

In linea: 2008, 2009 (Linda Villumsen)
Cronometro: 2008, 2009 (Linda Villumsen)
- Campionati israeliani: 5

In linea: 2019, 2020, 2021 (Omer Shapira)
Cronometro: 2019 (Rotem Gafinovitz); 2020 (Omer Shapira)
- Campionati italiani: 3

In linea: 2016 (Elena Cecchini)
Cronometro: 2018, 2019 (Elena Cecchini)
- Campionati olandesi: 2

Cronometro: 2012, 2013 (Ellen van Dijk)
- Campionati polacchi : 1

Cronometro: 2023 (Agnieszka Skalniak-Sójka)
- Campionati svedesi: 5

In linea: 2010 (Emilia Fahlin)
Cronometro: 2008, 2009, 2010, 2011 (Emilia Fahlin)
- Campionati statunitensi: 8

In linea: 2004 (Kristin Armstrong); 2023 (Chloé Dygert)
Cronometro: 2003 (Baldwin); 2005 (Armstrong); 2010 (Stevens); 2012 (Small); 2021, 2023 (Dygert)
- Campionati tedeschi: 16

In linea: 2008 (Keller); 2009, 2011 (Teutenberg); 2013 (Worrack); 2014 (Brennauer); 2015, 2016 (Worrack)
Cronometro: 2010, 2011 (Arndt); 2012 (Neben); 2013, 2014 (Brennauer); 2015, 2016 (Kröger); 2017 (Worrack); 2019 (Klein)

## Organico 2025
Aggiornato al 1º febbraio 2025.

### Staff tecnico
|  | Naz.                  | Ruolo | Sportivo      |  |  |  |
|  | --------------------- | ----- | ------------- |  |  |  |
|  | Germania (bandiera)   | GM    | Ronny Lauke   |  |  |  |
|  | Slovacchia (bandiera) | DS    | Adam Szabó    |  |  |  |
|  | Italia (bandiera)     | DS    | Davide Arzeni |  |  |  |
|  | Australia (bandiera)  | DS    | Beth Duryea   |  |  |  |
|  | Germania (bandiera)   | DS    | André Schulze |  |  |  |

### Rosa
|  | Naz.                     |  | Sportivo                 | Anno |  |  |
|  | ------------------------ |  | ------------------------ | ---- |  |  |
|  | Finlandia (bandiera)     |  | Wilma Aintila            | 2004 |  |  |
|  | Gran Bretagna (bandiera) |  | Zoe Bäckstedt            | 2004 |  |  |
|  | Germania (bandiera)      |  | Ricarda Bauernfeind      | 2000 |  |  |
|  | Australia (bandiera)     |  | Neve Bradbury            | 2002 |  |  |
|  | Italia (bandiera)        |  | Chiara Consonni          | 1999 |  |  |
|  | Australia (bandiera)     |  | Tiffany Cromwell         | 1988 |  |  |
|  | Germania (bandiera)      |  | Justyna Czapla           | 2004 |  |  |
|  | Paesi Bassi (bandiera)   |  | Maike van der Duin       | 2001 |  |  |
|  | Stati Uniti (bandiera)   |  | Chloé Dygert             | 1997 |  |  |
|  | Germania (bandiera)      |  | Rosa Maria Klöser        | 1996 |  |  |
|  | Bielorussia (bandiera)   |  | Anastasija Kolesava      | 2000 |  |  |
|  | Danimarca (bandiera)     |  | Cecilie Uttrup Ludwig    | 1995 |  |  |
|  | Portogallo (bandiera)    |  | Maria Martins            | 1999 |  |  |
|  | Germania (bandiera)      |  | Antonia Niedermaier      | 2003 |  |  |
|  | Polonia (bandiera)       |  | Katarzyna Niewiadoma     | 1994 |  |  |
|  | Italia (bandiera)        |  | Soraya Paladin           | 1993 |  |  |
|  | Polonia (bandiera)       |  | Agnieszka Skalniak-Sójka | 1997 |  |  |
|  | Gran Bretagna (bandiera) |  | Alice Towers             | 2002 |  |  |